# R mondatok
A veszélyes anyagok kockázataira utaló rövid, egy mondatos, szabványosított információkat R mondatoknak nevezik – az angol risk rövidítéséből. Használatukat a veszélyes anyagoknál a 67/548/EGK irányelv írja elő. A mondatok legfrissebb változatát a 2001/59/EK irányelv tartalmazza, amelyet a magyar jogba a 44/2000. (XII. 27.) EüM rendelet ültetett át.
Az alábbi lista tartalmazza a használatos R mondatokat (a 2001. augusztus 6-ai "28th Adaptation to the Technical Progress" (ATP 28) módosításai feltüntetve, az egyszerű és összetett mondatok külön táblázatban):

## Egyszerű R mondatok
| R1  | Száraz állapotban robbanásveszélyes.                                                                               |
| R2  | Ütés, súrlódás, tűz vagy más gyújtóforrás robbanást okozhat.                                                       |
| R3  | Ütés, súrlódás, tűz vagy egyéb gyújtóforrás rendkívüli mértékben növeli a robbanásveszélyt.                        |
| R4  | Nagyon érzékeny, robbanásveszélyes fémvegyületeket képez.                                                          |
| R5  | Hő hatására robbanhat.                                                                                             |
| R6  | Levegővel érintkezve vagy anélkül is robbanásveszélyes.                                                            |
| R7  | Tüzet okozhat. |
| R8  | Éghető anyaggal érintkezve tüzet okozhat.                                                                          |
| R9  | Éghető anyaggal érintkezve robbanásveszélyes!                                                                      |
| R10 | Kismértékben tűzveszélyes.                                                                                         |
| R11 | Tűzveszélyes. |
| R12 | Fokozottan tűzveszélyes.                                                                                           |
| R13 | Fokozottan tűzveszélyes cseppfolyósított gáz. (2001. augusztus 6. óta törölve, de régi kártyákon még előfordulhat) |
| R14 | Vízzel hevesen reagál.                                                                                             |
| R15 | Vízzel érintkezve fokozottan tűzveszélyes gázok képződnek.                                                         |
| R16 | Oxidáló anyaggal érintkezve robbanásveszélyes.                                                                     |
| R17 | Levegőn öngyulladó.                                                                                                |
| R18 | A használat során robbanásveszélyes/tűzveszélyes gáz-levegő elegy keletkezhet.                                     |
| R19 | Robbanásveszélyes peroxidokat képezhet.                                                                            |
| R20 | Belélegezve ártalmas.                                                                                              |
| R21 | Bőrrel érintkezve ártalmas.                                                                                        |
| R22 | Lenyelve ártalmas.                                                                                                 |
| R23 | Belélegezve mérgező.                                                                                               |
| R24 | Bőrrel érintkezve mérgező.                                                                                         |
| R25 | Lenyelve mérgező.                                                                                                  |
| R26 | Belélegezve nagyon mérgező.                                                                                        |
| R27 | Bőrrel érintkezve nagyon mérgező.                                                                                  |
| R28 | Lenyelve nagyon mérgező.                                                                                           |
| R29 | Vízzel érintkezve mérgező gázok képződnek.                                                                         |
| R30 | A használat során tűzveszélyessé válik.                                                                            |
| R31 | Savval érintkezve mérgező gázok képződnek.                                                                         |
| R32 | Savval érintkezve nagyon mérgező gázok képződnek.                                                                  |
| R33 | A halmozódó (kumulatív) hatások miatt veszélyes.                                                                   |
| R34 | Égési sérülést okoz.                                                                                               |
| R35 | Súlyos égési sérülést okoz.                                                                                        |
| R36 | Szemizgató hatású.                                                                                                 |
| R37 | Izgatja a légutakat.                                                                                               |
| R38 | Bőrizgató hatású.                                                                                                  |
| R39 | Nagyon súlyos és maradandó egészségkárosodást okozhat.                                                             |
| R40 | A rákkeltő hatás korlátozott mértékben bizonyított. (Régi jelentése: Lehetséges irreverzibilis hatások)            |
| R41 | Súlyos szemkárosodást okozhat.                                                                                     |
| R42 | Belélegezve túlérzékenységet okozhat (szenzibilizáló hatású lehet).                                                |
| R43 | Bőrrel érintkezve túlérzékenységet okozhat (szenzibilizáló hatású lehet).                                          |
| R44 | Zárt térben hő hatására robbanhat.                                                                                 |
| R45 | Rákot okozhat (karcinogén hatású lehet).                                                                           |
| R46 | Öröklődő genetikai károsodást okozhat (mutagén hatású lehet).                                                      |
| R47 | Születési rendellenességet okozhat (2001. augusztus 6. óta törölve)                                                |
| R48 | Hosszú időn át hatva súlyos egészségkárosodást okozhat.                                                            |
| R49 | Belélegezve rákot okozhat (karcinogén hatású lehet).                                                               |
| R50 | Nagyon mérgező a vízi szervezetekre.                                                                               |
| R51 | Mérgező a vízi szervezetekre.                                                                                      |
| R52 | Ártalmas a vízi szervezetekre.                                                                                     |
| R53 | A vízi környezetben hosszan tartó károsodást okozhat.                                                              |
| R54 | Mérgező a növényvilágra.                                                                                           |
| R55 | Mérgező az állatvilágra.                                                                                           |
| R56 | Mérgező a talaj szervezeteire.                                                                                     |
| R57 | Mérgező a méhekre.                                                                                                 |
| R58 | A környezetben hosszan tartó károsodást okozhat.                                                                   |
| R59 | Veszélyes az ózonrétegre.                                                                                          |
| R60 | A fertilitást (fogamzóképességet vagy nemzőképességet) károsíthatja.                                               |
| R61 | A születendő gyermekre ártalmas lehet.                                                                             |
| R62 | A fertilitásra (fogamzóképességre vagy nemzőképességre) ártalmas lehet.                                            |
| R63 | A születendő gyermeket károsíthatja.                                                                               |
| R64 | Szoptatott újszülöttet és csecsemőt károsíthatja.                                                                  |
| R65 | Lenyelve ártalmas, aspiráció (idegen anyagnak a légutakba beszívása) esetén tüdőkárosodást okozhat.                |
| R66 | Ismételt expozíció a bőr kiszáradását vagy megrepedezését okozhatja.                                               |
| R67 | Gőzei álmosságot vagy szédülést okozhatnak.                                                                        |
| R68 | Maradandó egészségkárosodást okozhat.                                                                              |

## Összetett R mondatok
| R14/15       | Vízzel hevesen reagál és közben fokozottan tűzveszélyes gázok képződnek.                                                 |
| R15/29       | Vízzel érintkezve fokozottan tűzveszélyes és mérgező gázok képződnek.                                                    |
| R20/21       | Belélegezve és bőrrel érintkezve ártalmas.                                                                               |
| R20/21/22    | Belélegezve, bőrrel érintkezve és lenyelve ártalmas.                                                                     |
| R20/22       | Belélegezve és lenyelve ártalmas.                                                                                        |
| R21/22       | Bőrrel érintkezve és lenyelve ártalmas.                                                                                  |
| R23/24       | Belélegezve és bőrrel érintkezve mérgező.                                                                                |
| R23/24/25    | Belélegezve, bőrrel érintkezve és lenyelve mérgező.                                                                      |
| R23/25       | Belélegezve és lenyelve mérgező.                                                                                         |
| R24/25       | Bőrrel érintkezve és lenyelve mérgező.                                                                                   |
| R26/27       | Belélegezve és bőrrel érintkezve nagyon mérgező.                                                                         |
| R26/27/28    | Belélegezve, bőrrel érintkezve és lenyelve nagyon mérgező.                                                               |
| R26/28       | Belélegezve és lenyelve nagyon mérgező.                                                                                  |
| R27/28       | Bőrrel érintkezve és lenyelve nagyon mérgező.                                                                            |
| R36/37       | Szemizgató hatású, izgatja a légutakat.                                                                                  |
| R36/37/38    | Szem- és bőrizgató hatású, izgatja a légutakat.                                                                          |
| R36/38       | Szem- és bőrizgató hatású.                                                                                               |
| R37/38       | Bőrizgató hatású, izgatja a légutakat.                                                                                   |
| R39/23       | Belélegezve mérgező: nagyon súlyos, maradandó egészség-károsodást okozhat.                                               |
| R39/23/24    | Belélegezve és bőrrel érintkezve mérgező: nagyon súlyos, maradandó egészségkárosodást okozhat.                           |
| R39/23/24/25 | Belélegezve, bőrrel érintkezve és lenyelve mérgező: nagyon súlyos, maradandó egészségkárosodást okozhat.                 |
| R39/23/25    | Belélegezve és lenyelve mérgező: nagyon súlyos, maradandó egészségkárosodást okozhat.                                    |
| R39/24       | Bőrrel érintkezve mérgező: nagyon súlyos, maradandó egészség-károsodást okozhat.                                         |
| R39/24/25    | Bőrrel érintkezve és lenyelve mérgező: nagyon súlyos, maradandó egészségkárosodást okozhat.                              |
| R39/25       | Lenyelve mérgező: nagyon súlyos, maradandó egészségkárosodást okozhat.                                                   |
| R39/26       | Belélegezve nagyon mérgező: nagyon súlyos, maradandó egészségkárosodást okozhat.                                         |
| R39/26/27    | Belélegezve és bőrrel érintkezve nagyon mérgező: nagyon súlyos, maradandó egészségkárosodást okozhat.                    |
| R39/26/27/28 | Belélegezve, bőrrel érintkezve, lenyelve nagyon mérgező: nagyon súlyos, maradandó egészségkárosodást okozhat.            |
| R39/26/28    | Belélegezve és lenyelve nagyon mérgező: nagyon súlyos, maradandó egészségkárosodást okozhat.                             |
| R39/27       | Bőrrel érintkezve nagyon mérgező: nagyon súlyos, maradandó egészségkárosodást okozhat.                                   |
| R39/27/28    | Bőrrel érintkezve és lenyelve nagyon mérgező: nagyon súlyos, maradandó egészségkárosodást okozhat.                       |
| R39/28       | Lenyelve nagyon mérgező: nagyon súlyos, maradandó egészségkárosodást okozhat.                                            |
| R40/20       | – (2001. augusztus 6. óta törölve)                                                                                       |
| R40/20/21    | – (2001. augusztus 6. óta törölve)                                                                                       |
| R40/20/21/22 | – (2001. augusztus 6. óta törölve)                                                                                       |
| R40/20/22    | – (2001. augusztus 6. óta törölve)                                                                                       |
| R40/21       | – (2001. augusztus 6. óta törölve)                                                                                       |
| R40/21/22    | – (2001. augusztus 6. óta törölve)                                                                                       |
| R40/22       | – (2001. augusztus 6. óta törölve)                                                                                       |
| R42/43       | Belélegezve és bőrrel érintkezve túlérzékenységet okozhat (szenzibilizáció).                                             |
| R48/20       | Hosszabb időn át belélegezve ártalmas: súlyos egészségkárosodást okozhat.                                                |
| R48/20/21    | Hosszabb időn át belélegezve és bőrrel érintkezve ártalmas: súlyos egészségkárosodást okozhat.                           |
| R48/20/21/22 | Hosszabb időn át belélegezve, bőrön és szájon keresztül a szervezetbe jutva ártalmas: súlyos egészségkárosodást okozhat. |
| R48/20/22    | Hosszabb időn át belélegezve és szájon át a szervezetbe jutva ártalmas: súlyos egészségkárosodást okozhat.               |
| R48/21       | Hosszabb időn át bőrrel érintkezve ártalmas: súlyos egészségkárosodást okozhat.                                          |
| R48/21/22    | Hosszabb időn át bőrrel érintkezve és szájon át a szervezetbe jutva ártalmas: súlyos egészségkárosodást okozhat.         |
| R48/22       | Szájon keresztül hosszabb időn át a szervezetbe jutva ártalmas: súlyos egészségkárosodást okozhat.                       |
| R48/23       | Hosszabb időn át belélegezve mérgező: súlyos egészségkárosodást okozhat.                                                 |
| R48/23/24    | Hosszabb időn át belélegezve és bőrön keresztül a szervezetbe jutva mérgező: súlyos egészségkárosodást okozhat.          |
| R48/23/24/25 | Hosszabb időn át belélegezve, bőrön és szájon keresztül a szervezetbe jutva mérgező: súlyos egészségkárosodást okozhat.  |
| R48/23/25    | Hosszabb időn át belélegezve és szájon keresztül a szervezetbe jutva mérgező: súlyos egészségkárosodást okozhat.         |
| R48/24       | Hosszabb időn át bőrrel érintkezve mérgező: súlyos egészség-károsodást okozhat.                                          |
| R48/24/25    | Bőrön és szájon keresztül hosszabb időn át a szervezetbe jutva mérgező: súlyos egészségkárosodást okozhat.               |
| R48/25       | Szájon keresztül hosszabb időn át a szervezetbe jutva mérgező: súlyos egészségkárosodást okozhat.                        |
| R50/53       | Nagyon mérgező a vízi szervezetekre, a vízi környezetben hosszan tartó károsodást okozhat.                               |
| R51/53       | Mérgező a vízi szervezetekre, a vízi környezetben hosszan tartó károsodást okozhat.                                      |
| R52/53       | Ártalmas a vízi szervezetekre, a vízi környezetben hosszan tartó károsodást okozhat.                                     |
| R68/20       | Belélegezve ártalmas: maradandó egészségkárosodást okozhat.                                                              |
| R68/20/21    | Belélegezve és bőrrel érintkezve ártalmas: maradandó egészség-károsodást okozhat.                                        |
| R68/20/21/22 | Belélegezve, bőrrel érintkezve, lenyelve ártalmas: maradandó egészségkárosodást okozhat.                                 |
| R68/20/22    | Belélegezve és lenyelve ártalmas: maradandó egészségkárosodást okozhat.                                                  |
| R68/21       | Bőrrel érintkezve ártalmas: maradandó egészségkárosodást okozhat.                                                        |
| R68/21/22    | Bőrrel érintkezve és lenyelve ártalmas: maradandó egészség-károsodást okozhat.                                           |
| R68/22       | Lenyelve ártalmas: maradandó egészségkárosodást okozhat.                                                                 |

## Lásd még
- S mondatok
- Globálisan Harmonizált Rendszer

## Külső hivatkozások
- Fodor József Országos Közegészségügyi Központ